# Westwell (Oxfordshire)
Westwell – wieś w Anglii, w hrabstwie Oxfordshire, w dystrykcie West Oxfordshire. Leży 30 km na zachód od Oksfordu i 112 km na zachód od Londynu. W 2001 miejscowość liczyła 67 mieszkańców.